# 馬修·索斯蓋特
馬修·索斯蓋特（英語：Matthew Southgate，1988年10月3日—）是英國的一位高爾夫球運動員，主要參加歐洲巡迴賽的賽事。他在2010年獲得了聖安德魯林克斯賽的冠軍。2011年，他轉為職業球手。在2016年愛爾蘭公開賽上，他獲得第四位。